# Stegodyphus sarasinorum
Stegodyphus sarasinorum är en spindelart som beskrevs av Karsch 1891. Stegodyphus sarasinorum ingår i släktet Stegodyphus och familjen sammetsspindlar. Inga underarter finns listade i Catalogue of Life.